# نافالبيرال دي تورميس
بلدية نافالبيرال دي تورميس (بالإسبانية: Navalperal de Tormes) هي بلدية تقع في مقاطعة آبلة التابعة لمنطقة قشتالة وليون وسط إسبانيا.

## الديموغرافيا
بلغ عدد سكان بلدية نافالبيرال دي تورميس 114 نسمة عام 2011 (وفقاً للمعهد الوطني للإحصاء الإسباني).
| 142 | 142 | 131 | 127 | 131 | 122 | 114 |